# Amphiledorus histrionicus
Amphiledorus histrionicus är en spindelart som först beskrevs av Simon 1884.  Amphiledorus histrionicus ingår i släktet Amphiledorus och familjen Zodariidae. Inga underarter finns listade i Catalogue of Life.